# Neoplocaederus danilevskyi
Espèce
Neoplocaederus danilevskyi est une espèce de Coléoptères de la famille des Cerambycidae.

## Répartition
Neoplocaederus danilevskyi n'est connue que du Uzbekistan (Termez). 

## Classification
Le nom valide complet (avec auteur) de ce taxon est Neoplocaederus danilevskyi Lazarev, 2009,.

## Étymologie
Son épithète spécifique, danilevskyi, lui a été donnée en l'honneur de l'entomologiste russe Mikhail Leontievich Danilevsky (d) (1948-) qui a confié l'holotype à l'auteur pour étude.

## Publication originale
- (en) M.A. Lazarev, « New species of Longicorn-beetle (Coleoptera: Cerambycidae) of the genus Neoplocaederus Sama, 1991 from Uzbekistan », Caucasian Entomological Bulletin, Russie, vol. 5, no 2,‎ 2009, p. 73-74 (ISSN 1814-3326, DOI 10.23885/1814-3326-2009-5-1-73-74, lire en ligne, consulté le 6 mai 2024).